# Közösség a Társadalmi Igazságosságért Néppárt
A Közösség a Társadalmi Igazságosságért Néppárt (KTI) a nemzeti és keresztény értékeket felvállaló, társadalomszemléletében szociálisan elkötelezett politikai erő volt.

## Története
A KTI a következő szervezetek összefogásával programszövetségként alakult meg 2013-ban:
- Szociális Unió Párt
- Centrum Összefogás Magyarországért
- Kárpát-medencei Élet Közösség Egyesületi Kör
- Európai Konzervatív Magyarok Egyesülete
- Magyarország Jövője Párt, a Magyar Autonóm Néppárt
- MARÉG – Magyar Régiókért Egyesület – TPT
- Peyer Károly Alapítvány
- Zuglóiak Érdekképviseleti Egyesülete
- Esély a Megújulásra Egyesület
- Emberközpontú Országért Mozgalom

A 2014-es országgyűlési választások időpontjának kihirdetéséig további tizenkét szervezet csatlakozott, illetve társult az együttműködéshez, melyek valamennyi egyéni választókerületben jelöltet kívántak állítani, de végül nem sikerült mandátumot szerezniük. A választásokon való sikertelen szereplés után Szili Katalin elnök felajánlotta a lemondását, de a vezetőség tagjai azt nem fogadták el. Ezután úgy döntöttek, hogy a párt nem indul a 2014-es európai parlamenti választásokon. Szili közben miniszterelnöki megbízott lett a harmadik Orbán-kormány Miniszterelnökségén. A párt 2022-ben megszűnt, 2023-ban a 127.Pk.60.538/2013/39. határozat alapján egyszerűsített törlési eljárás alá került. Korábbi elnöke Szili Katalin 2023-ban belépett a Kereszténydemokrata Néppártba. A honlapjuk egy ideje elérhetetlen.

## Választási eredmények

### Országgyűlési választások
| Választások | Szavazatok száma | Szavazatok aránya | Mandátumok száma | Mandátumok aránya | Parlamenti szerepe |
| ----------- | ---------------- | ----------------- | ---------------- | ----------------- | ------------------ |
| 2014-es     | 10 566           | 0,22%             | —                | —                 | nem jutott be      |

## Ideológiája
Következetesen képviseli a munkajövedelmükből élők, a helyi kisvállalkozások és az állástalanok érdekeit. Erkölcsiségét és értékrendjét tekintve tradicionális, ugyanakkor a haladó európai értékeket, a demokráciát és az öko-szociális piacgazdaságot vezérlő fonalaként fogadja el. A globális rendszer újraszerveződési folyamatában a nemzeti értékek megőrzését, a nemzeti érdekek képviseletét tekinti alapvető feladatának.  A működését valódi közösségekre kívánja alapozni, melyekben mód és lehetőség nyílik a közélet helyi és tágabb kérdéseinek megvitatására, közös értékek kialakítására. Olyan politikai kultúrát kíván teremteni, mely a közélet iránt érdeklődő emberek számára egyénenként is az élet kiteljesedését jelentheti; elindulást egy nyitottabb, élhetőbb társadalom felé vezető úton. Célja olyan Magyarország kialakítása, amely a társadalom minden tagjának egyenlő esélyt biztosít az előrehaladáshoz, és ahol a környezettel harmóniában élő ember megteremtheti a jövő generációi számára a fenntartható környezeti és gazdasági feltételeket.

## Külső hivatkozások
- Hivatalos honlap Archiválva 2014. február 27-i dátummal a Wayback Machine-ben
- Kamupártok 6. rész – Közösség a Társadalmi Igazságosságért Néppárt Magyar Narancs, 2014. április 2.